# Vadi El Garf
Vadi El Garf (arabsko وادي الجرف‎, Vadi al Jarf) je sodobno ime dela obale Rdečega morja v Egiptu 119 km južno od Sueza, kjer je bilo najstarejše znano umetno pristanišče na svetu. Stalo je ob ustju suhega rečnega korita Vadi Araba, glavnega komunikacijskega koridorja med dolino Nila in Rdečim morjem preko Vzhodne puščave. Na nasprotni vzhodni strani Sueškega zaliva je na Sinajskem polotoku stala majhna trdnjava Tel Ras Budran. Malo severno od Vadu El Garfa je bilo podobno staroveško pristanišče Ain Suhna.
Najdišče je odkril J.G. Wilkinson leta 1832. V 50. letih 20. stoletja je najdišče raziskovala ekipa francoskih arheologov in ga poimenovala Rod El Havaga. Raziskave je prekinil izbruh sueške krize leta 1956. Raziskave je leta 2011 nadaljevala skupina egipčanskih in francoskih arheologov.
Pristanišče na arheološkem najdišču je bilo zgrajeno v obdobju Četrte egipčanske dinastije pred približno 4500 leti. V njem so odkrili več kot sto sider, prvih iz Starega kraljestva v njihovem izvirnem okolju, in veliko vrčev za shranjevanje tekočin. Vrči so bili enaki vrčem na nasprotni obali Rdečega morja, kar kaže na trgovanje med obema obalama. V Vadi El Garfu so odkrili tudi veliko fragmentov papirusa, ki so dali vpogled v življenje v obdobju Četrte dinastije. Papirusi so najstarejši, ki so jih našli v Egiptu.

## Odkritje
Staroveške zgradbe v Vadi El Garfu so znane najmanj od leta 1832, ko jih je odkril J.G. Wilkinson. Odkril je niz galerij, vsekanih v skalo, za katere je domneval, da so grške katakombe. V 50. letih 20. stoletja je začela dele mesta raziskovati skupina francoskih amaterskih arheologov in najdišče poimenovala Rod El Havaga. Med sueško krizo so arheologe  pregnali z najdišča. Njihova odkritja, objavljena leta 2008, so spodbudila nadaljnje raziskave, ki so se začele leta 2011 pod vodstvom Pierrea Talleta s pariške Sorbonne in Gregoryja Marouarda z Orientalskega instituta v Chicagu. Aprila 2013 so arheologi objavili odkritje staroveškega pristanišča in več deset papirusov. Papirusi so s konca vladavine faraona Keopsa (okoli 2560-2550 pr. n. št.) in zato najstarejši, ki so jih do zdaj našli v Egiptu.

## Najdbe

### Pristanišče
Pristaniški kompleks sestavljajo okoli 150 m dolg kamnit pomol ali nasip, ki je ob oseki še viden, orientacijsko znamenje iz nakopičenega kamenja, nenavadna zgradba velikosti 60 x 30 m, razdeljena na 13 dolgih prostorov, katere namen ni znan, in 25 do 30 skladiščnih galerij, vsekanih v apnenčaste izdanke bolj na celini. Omenjena zgradba je največja faraonska zgradba, do zdaj odkrita na obali Rdečega morja. Skladiščne galerije so dolge od 16 do 34 m,  široke okoli 3 m in visoke 2,5 m.
V galerijah je ležalo več čolnov in delov jader, nekaj vesel in veliko kosov vrvi. Pod vodo so našli 25 kamnitih sider, v domnevnem skledišču pa še 99 sider.  Odkritje sider v njihovem prvotnem okolju je bilo prvo v arheologiji Starega kraljestva.  Na več sidrih so bili hieroglifi, ki so verjetno predstavljali imena ladij, katerim so pripadala.
Pristanišče je bilo izhodišče za potovanja iz celinskega Egipta v rudnike na južnem Sinaju. Špekulira se tudi, da bi lahko bilo izhodišče za plovbo v skrivnostno deželo Punt. Pristanišče je bilo zgrajeno med vladanjem faraona Keopsa (2589–2566 pr. n. št.), katerega ime je napisano na nekaj velikih kamnitih blokih na najdišču. To pomeni, da je bilo pristanišče več kot 1000 let starejše od drugega najstarejšega znanega pristanišča. Nekaj znakov kaže, da je bilo v rabi še v zgodnji Peti dinastiji, potem pa je bilo opuščeno.

### Vrči in papirusi
Arheologi so na najdišču odkrili veliko kamnitih vrčev za shranjevanje živil in vode, tkanine in zbirko več sto fragmentov papirusov. Na številnih vrčih so bila imena lastnikov ali ladij. Vrči so bili izdelani iz posebne vrsta laporja. Vrče iz tega gradiva so že pred tem odkrili na drugih najdiščih iz Četrte dinastije, tudi v Tel Ras Budranu na nasprotni obali Sueškega zaliva.
Izredno ohranjenih je deset papirusov. Večina dokumentov je iz leta 13. Keopsovega štetja živine in opisuje, kako je državna administracija delila živila in potrebščine egipčanskim potnikom. Posebej zanimiv dokument je Mererjev dnevnik, ki opisuje dnevna  opravila delavcev, ki so gradili Keopsovo piramido. Raziskovalci so z njegovo pomočjo rekonstruirali tri mesece Mererjevega življenja in dobili vpogled v vsakdanje življenje v času Četrte dinastije. Papirusi so najstarejši do zdaj v Egiptu odkriti papirusi.

### Bivališča
500 m severozahodno od pristanišča so tri skupine zgradb. Pravokotna gradnja in razpored prostorov po celičnem vzorcu kažeta, da so bile stanovanjske zgradbe.